# Bassala Touré
Bassala Touré (Bamako, 21 febbraio 1976) è un ex calciatore maliano, di ruolo centrocampista.